# Giải bóng đá Ngoại hạng Anh 2021–22
Giải bóng đá Ngoại hạng Anh 2021–22 (Premier League 2021–22) là mùa giải thứ 30 của Giải bóng đá Ngoại hạng Anh, giải đấu chuyên nghiệp hàng đầu nước Anh dành cho các câu lạc bộ bóng đá kể từ khi giải được thành lập vào năm 1992. Đây là mùa giải thứ ba sử dụng hệ thống xem lại video hỗ trợ trọng tài (VAR). Ngày khởi tranh và kết thúc cho mùa giải được công bố vào ngày 25 tháng 3 năm 2021 và lịch thi đấu được công bố vào ngày 16 tháng 6 năm 2021.
Manchester City là đương kim vô địch sau khi giành danh hiệu Premier League thứ năm ở mùa giải trước. Họ đã giành danh hiệu Premier League thứ sáu và là danh hiệu nước Anh thứ tám vào ngày cuối cùng của mùa giải; đây cũng là chức vô địch thứ tư của câu lạc bộ trong 5 mùa giải gần nhất.
Mùa giải này chứng kiến sự trở lại của các khán đài đầy khán giả, sau khi giai đoạn một phần ba cuối mùa giải  2019–20 và cả mùa giải 2020–21 được tổ chức với số lượng khán giả giới hạn hoặc không có khán giả do những hạn chế gây ra bởi đại dịch COVID-19 ở Vương quốc Anh. Đậy là mùa giải thứ hai có quãng nghỉ giữa mùa mà không có trận đấu Premier League nào được lên lịch từ ngày 23 tháng 1 đến ngày 7 tháng 2 năm 2022.
Vào tháng 12 năm 2021, nhiều trận đấu bị hoãn do biến thể Omicron COVID-19 bùng phát ở nhiều câu lạc bộ, với nhiều câu lạc bộ kêu gọi giải đấu tạm dừng cho đến năm 2022. Sau cuộc họp vào ngày 20 tháng 12 với sự tham gia của tất cả 20 câu lạc bộ Premier League, một quyết định đã được đưa ra là để tổ chức các trận đấu qua giai đoạn Giáng sinh "ở nơi an toàn để thực hiện". Các câu lạc bộ được khuyên rằng nếu họ có 13 cầu thủ khỏe mạnh, cộng với một thủ môn, thì họ nên hoàn thành các trận đấu của mình.

## Các đội bóng
20 đội bóng cạnh tranh ở giải đấu – 17 đội đứng đầu từ mùa giải trước và 3 đội thăng hạng từ Championship. Các đội thăng hạng là Norwich City, Watford (cả hai đội trở lại hạng đấu cao nhất sau một năm vắng mặt) và Brentford (đội bóng trở lại hạng đấu cao nhất sau 74 năm vắng mặt). Đây cũng là mùa giải đầu tiên của Brentford ở Premier League. Họ thay thế Fulham, West Bromwich Albion (cả hai đội xuống hạng sau một năm trở lại ở hạng đấu cao nhất) và Sheffield United (xuống hạng sau hai năm trở lại ở hạng đấu cao nhất).

### Sân vận động và địa điểm
Ghi chú: Bảng liệt kê theo thứ tự bảng chữ cái.
| Đội                     | Địa điểm                  | Sân vận động                      | Sức chứa |
| ----------------------- | ------------------------- | --------------------------------- | -------- |
| Arsenal                 | London (Holloway)         | Sân vận động Emirates             | 60,704   |
| Aston Villa             | Birmingham                | Sân vận động Villa Park           | 42,682   |
| Brentford               | London (Brentford)        | Sân vận động Cộng đồng Brentford  | 17,250   |
| Brighton & Hove Albion  | Brighton                  | Sân vận động Falmer               | 31,800   |
| Burnley                 | Burnley                   | Sân vận động Turf Moor            | 21,944   |
| Chelsea                 | London (Fulham)           | Sân vận động Stamford Bridge      | 40,834   |
| Crystal Palace          | London (Selhurst)         | Sân vận động Selhurst Park        | 25,486   |
| Everton                 | Liverpool (Walton)        | Sân vận động Goodison Park        | 39,414   |
| Leeds United            | Leeds                     | Sân vận động Elland Road          | 37,792   |
| Leicester City          | Leicester                 | Sân vận động King Power           | 32,312   |
| Liverpool               | Liverpool (Anfield)       | Sân vận động Anfield              | 53,394   |
| Manchester City         | Manchester (Bradford)     | Sân vận động Thành phố Manchester | 55,017   |
| Manchester United       | Manchester (Old Trafford) | Sân vận động Old Trafford         | 74,140   |
| Newcastle United        | Newcastle upon Tyne       | Sân vận động St James' Park       | 52,305   |
| Norwich City            | Norwich                   | Sân vận động Carrow Road          | 27,244   |
| Southampton             | Southampton               | Sân vận động St Mary's            | 32,384   |
| Tottenham Hotspur       | London (Tottenham)        | Sân vận động Tottenham Hotspur    | 62,303   |
| Watford                 | Watford                   | Sân vận động Vicarage Road        | 22,200   |
| West Ham United         | London (Stratford)        | Sân vận động Luân Đôn             | 60,000   |
| Wolverhampton Wanderers | Wolverhampton             | Sân vận động Molineux             | 32,050   |

### Nhân sự và trang phục
| Đội                     | Huấn luyện viên                                   | Đội trưởng          | Nhà sản xuất trang phục | Nhà tài trợ áo đấu (ngực áo) | Nhà tài trợ áo đấu (tay áo) |
| ----------------------- | ------------------------------------------------- | ------------------- | ----------------------- | ---------------------------- | --------------------------- |
| Arsenal                 | Mikel Arteta                                      | Alexandre Lacazette | Adidas                  | Emirates                     | Visit Rwanda                |
| Aston Villa             | Steven Gerrard                                    | Tyrone Mings        | Kappa                   | Cazoo                        | OB Sports                   |
| Brentford               | Thomas Frank                                      | Pontus Jansson      | Umbro                   | Hollywoodbets                | Safetyculture               |
| Brighton & Hove Albion  | Graham Potter                                     | Lewis Dunk          | Nike                    | American Express             | SnickersUK.com              |
| Burnley                 | Mike Jackson Connor King Ben Mee (đồng tạm quyền) | Ben Mee             | Umbro                   | Spreadex Sports              | AstroPay                    |
| Chelsea                 | Thomas Tuchel                                     | César Azpilicueta   | Nike                    | Three                        | Hyundai                     |
| Crystal Palace          | Patrick Vieira                                    | Luka Milivojević    | Puma                    | W88                          | Facebank                    |
| Everton                 | Frank Lampard                                     | Séamus Coleman      | Hummel                  | Cazoo                        | None                        |
| Leeds United            | Jesse Marsch                                      | Liam Cooper         | Adidas                  | SBOTOP                       | BOXT                        |
| Leicester City          | Brendan Rodgers                                   | Kasper Schmeichel   | Adidas                  | FBS                          | Bia Saigon                  |
| Liverpool               | Jürgen Klopp                                      | Jordan Henderson    | Nike                    | Standard Chartered           | Expedia                     |
| Manchester City         | Pep Guardiola                                     | Fernandinho         | Puma                    | Etihad Airways               | Nexen Tire                  |
| Manchester United       | Ralf Rangnick (tạm quyền)                         | Harry Maguire       | Adidas                  | TeamViewer                   | Kohler                      |
| Newcastle United        | Eddie Howe                                        | Jamaal Lascelles    | Castore                 | FUN88                        | Kayak                       |
| Norwich City            | Dean Smith                                        | Grant Hanley        | Joma                    | Lotus Cars                   | JD Sports                   |
| Southampton             | Ralph Hasenhüttl                                  | James Ward-Prowse   | Hummel                  | Sportsbet.io                 | Virgin Media                |
| Tottenham Hotspur       | Antonio Conte                                     | Hugo Lloris         | Nike                    | AIA                          | Cinch                       |
| Watford                 | Roy Hodgson                                       | Moussa Sissoko      | Kelme                   | Stake.com                    | Dogecoin                    |
| West Ham United         | David Moyes                                       | Mark Noble          | Umbro                   | Betway                       | Scope Markets               |
| Wolverhampton Wanderers | Bruno Lage                                        | Conor Coady         | Castore                 | ManBetX                      | Bitci.com                   |

### Thay đổi huấn luyện viên
| Đội                     | Huấn luyện viên đi     | Lý do rời đi                | Ngày rời đi          | Vị trí ở bảng xếp hạng | Huấn luyện viên đến                               | Ngày bổ nhiệm        |
| ----------------------- | ---------------------- | --------------------------- | -------------------- | ---------------------- | ------------------------------------------------- | -------------------- |
| Crystal Palace          | Roy Hodgson            | Hết hạn hợp đồng            | 24 tháng 5 năm 2021  | Trước mùa giải         | Patrick Vieira                                    | 4 tháng 7 năm 2021   |
| Wolverhampton Wanderers | Nuno Espírito Santo    | Hai bên đồng thuận          | 24 tháng 5 năm 2021  | Trước mùa giải         | Bruno Lage                                        | 9 tháng 6 năm 2021   |
| Everton                 | Carlo Ancelotti        | Ký hợp đồng với Real Madrid | 1 tháng 6 năm 2021   | Trước mùa giải         | Rafael Benítez                                    | 30 tháng 6 năm 2021  |
| Tottenham Hotspur       | Ryan Mason (tạm quyền) | Hết thời gian tạm quyền     | 30 tháng 6 năm 2021  | Trước mùa giải         | Nuno Espírito Santo                               | 30 tháng 6 năm 2021  |
| Watford                 | Xisco Muñoz            | Bị sa thải                  | 3 tháng 10 năm 2021  | Thứ 14                 | Claudio Ranieri                                   | 4 tháng 10 năm 2021  |
| Newcastle United        | Steve Bruce            | Hai bên đồng thuận          | 20 tháng 10 năm 2021 | Thứ 19                 | Graeme Jones (tạm quyền)                          | 20 tháng 10 năm 2021 |
| Tottenham Hotspur       | Nuno Espírito Santo    | Bị sa thải                  | 1 tháng 11 năm 2021  | Thứ 8                  | Antonio Conte                                     | 2 tháng 11 năm 2021  |
| Norwich City            | Daniel Farke           | Bị sa thải                  | 6 tháng 11 năm 2021  | Thứ 20                 | Dean Smith                                        | 15 tháng 11 năm 2021 |
| Aston Villa             | Dean Smith             | Bị sa thải                  | 7 tháng 11 năm 2021  | Thứ 15                 | Steven Gerrard                                    | 11 tháng 11 năm 2021 |
| Newcastle United        | Graeme Jones           | Hết thời gian tạm quyền     | 8 tháng 11 năm 2021  | Thứ 19                 | Eddie Howe                                        | 20 tháng 11 năm 2021 |
| Manchester United       | Ole Gunnar Solskjær    | Hai bên đồng thuận          | 21 tháng 11 năm 2021 | Thứ 7                  | Michael Carrick (tạm quyền)                       | 21 tháng 11 năm 2021 |
| Manchester United       | Michael Carrick        | Hết thời gian tạm quyền     | 2 tháng 12 năm 2021  | Thứ 7                  | Ralf Rangnick (tạm quyền)                         | 3 tháng 12 năm 2021  |
| Everton                 | Rafael Benítez         | Bị sa thải                  | 16 tháng 1 năm 2022  | Thứ 15                 | Duncan Ferguson (tạm quyền)                       | 18 tháng 1 năm 2022  |
| Watford                 | Claudio Ranieri        | Bị sa thải                  | 24 tháng 1 năm 2022  | Thứ 19                 | Roy Hodgson                                       | 25 tháng 1 năm 2022  |
| Everton                 | Duncan Ferguson        | Hết thời gian tạm quyền     | 31 tháng 1 năm 2022  | Thứ 16                 | Frank Lampard                                     | 31 tháng 1 năm 2022  |
| Leeds United            | Marcelo Bielsa         | Bị sa thải                  | 27 tháng 2 năm 2022  | Thứ 16                 | Jesse Marsch                                      | 28 tháng 2 năm 2022  |
| Burnley                 | Sean Dyche             | Bị sa thải                  | 15 tháng 4 năm 2022  | Thứ 18                 | Mike Jackson Connor King Ben Mee (đồng tạm quyền) | 15 tháng 4 năm 2022  |

## Bảng xếp hạng
| VT | Đội                     | ST | T  | H  | B  | BT | BB | HS  | Đ  | Giành quyền tham dự hoặc xuống hạng            |
| -- | ----------------------- | -- | -- | -- | -- | -- | -- | --- | -- | ---------------------------------------------- |
| 1  | Manchester City (C)     | 38 | 29 | 6  | 3  | 99 | 26 | +73 | 93 | Lọt vào vòng bảng Champions League             |
| 2  | Liverpool               | 38 | 28 | 8  | 2  | 94 | 26 | +68 | 92 | Lọt vào vòng bảng Champions League             |
| 3  | Chelsea                 | 38 | 21 | 11 | 6  | 76 | 33 | +43 | 74 | Lọt vào vòng bảng Champions League             |
| 4  | Tottenham Hotspur       | 38 | 22 | 5  | 11 | 69 | 40 | +29 | 71 | Lọt vào vòng bảng Champions League             |
| 5  | Arsenal                 | 38 | 22 | 3  | 13 | 61 | 48 | +13 | 69 | Lọt vào vòng bảng Europa League                |
| 6  | Manchester United       | 38 | 16 | 10 | 12 | 57 | 57 | 0   | 58 | Lọt vào vòng bảng Europa League                |
| 7  | West Ham United         | 38 | 16 | 8  | 14 | 60 | 51 | +9  | 56 | Lọt vào vòng play-off Europa Conference League |
| 8  | Leicester City          | 38 | 14 | 10 | 14 | 61 | 59 | +2  | 52 |                                                |
| 9  | Brighton & Hove Albion  | 38 | 12 | 15 | 11 | 42 | 44 | −2  | 51 |                                                |
| 10 | Wolverhampton Wanderers | 38 | 15 | 6  | 17 | 38 | 43 | −5  | 51 |                                                |
| 11 | Newcastle United        | 38 | 13 | 10 | 15 | 44 | 62 | −18 | 49 |                                                |
| 12 | Crystal Palace          | 38 | 11 | 15 | 12 | 50 | 46 | +4  | 48 |                                                |
| 13 | Brentford               | 38 | 13 | 7  | 18 | 48 | 56 | −8  | 46 |                                                |
| 14 | Aston Villa             | 38 | 13 | 6  | 19 | 52 | 54 | −2  | 45 |                                                |
| 15 | Southampton             | 38 | 9  | 13 | 16 | 43 | 66 | −23 | 40 |                                                |
| 16 | Everton                 | 38 | 11 | 6  | 21 | 43 | 66 | −23 | 39 |                                                |
| 17 | Leeds United            | 38 | 9  | 11 | 18 | 42 | 79 | −37 | 38 |                                                |
| 18 | Burnley (R)             | 38 | 7  | 14 | 17 | 34 | 53 | −19 | 35 | Xuống hạng đến EFL Championship                |
| 19 | Watford (R)             | 38 | 6  | 5  | 27 | 34 | 77 | −43 | 23 | Xuống hạng đến EFL Championship                |
| 20 | Norwich City (R)        | 38 | 5  | 7  | 26 | 23 | 84 | −61 | 22 | Xuống hạng đến EFL Championship                |

1. ↑  Vì đội vô địch của Cúp FA 2021-22 và Cúp EFL 2021-22, Liverpool, lọt vào đấu trường châu Âu dựa trên vị trí ở giải vô địch quốc gia, nên suất dự dành cho đội vô địch Cúp FA (vòng bảng Europa League) được chuyển qua cho đội đứng thứ sáu và suất dự dành cho đội vô địch Cúp Liên đoàn (vòng play-off Europa Conference League) được chuyển qua cho đội đứng thứ bảy.

## Kết quả
| Nhà \ Khách             | ARS | AVL | BRE | BHA | BUR | CHE | CRY | EVE | LEE | LEI | LIV | MCI | MUN | NEW | NOR | SOU | TOT | WAT | WHU | WOL |
| ----------------------- | --- | --- | --- | --- | --- | --- | --- | --- | --- | --- | --- | --- | --- | --- | --- | --- | --- | --- | --- | --- |
| Arsenal                 | —   | 3–1 | 2–1 | 1–2 | 0–0 | 0–2 | 2–2 | 5–1 | 2–1 | 2–0 | 0–2 | 1–2 | 3–1 | 2–0 | 1–0 | 3–0 | 3–1 | 1–0 | 2–0 | 2–1 |
| Aston Villa             | 0–1 | —   | 1–1 | 2–0 | 1–1 | 1–3 | 1–1 | 3–0 | 3–3 | 2–1 | 1–2 | 1–2 | 2–2 | 2–0 | 2–0 | 4–0 | 0–4 | 0–1 | 1–4 | 2–3 |
| Brentford               | 2–0 | 2–1 | —   | 0–1 | 2–0 | 0–1 | 0–0 | 1–0 | 1–2 | 1–2 | 3–3 | 0–1 | 1–3 | 0–2 | 1–2 | 3–0 | 0–0 | 2–1 | 2–0 | 1–2 |
| Brighton & Hove Albion  | 0–0 | 0–2 | 2–0 | —   | 0–3 | 1–1 | 1–1 | 0–2 | 0–0 | 2–1 | 0–2 | 1–4 | 4–0 | 1–1 | 0–0 | 2–2 | 0–2 | 2–0 | 3–1 | 0–1 |
| Burnley                 | 0–1 | 1–3 | 3–1 | 1–2 | —   | 0–4 | 3–3 | 3–2 | 1–1 | 0–2 | 0–1 | 0–2 | 1–1 | 1–2 | 0–0 | 2–0 | 1–0 | 0–0 | 0–0 | 1–0 |
| Chelsea                 | 2–4 | 3–0 | 1–4 | 1–1 | 1–1 | —   | 3–0 | 1–1 | 3–2 | 1–1 | 2–2 | 0–1 | 1–1 | 1–0 | 7–0 | 3–1 | 2–0 | 2–1 | 1–0 | 2–2 |
| Crystal Palace          | 3–0 | 1–2 | 0–0 | 1–1 | 1–1 | 0–1 | —   | 3–1 | 0–0 | 2–2 | 1–3 | 0–0 | 1–0 | 1–1 | 3–0 | 2–2 | 3–0 | 1–0 | 2–3 | 2–0 |
| Everton                 | 2–1 | 0–1 | 2–3 | 2–3 | 3–1 | 1–0 | 3–2 | —   | 3–0 | 1–1 | 1–4 | 0–1 | 1–0 | 1–0 | 2–0 | 3–1 | 0–0 | 2–5 | 0–1 | 0–1 |
| Leeds United            | 1–4 | 0–3 | 2–2 | 1–1 | 3–1 | 0–3 | 1–0 | 2–2 | —   | 1–1 | 0–3 | 0–4 | 2–4 | 0–1 | 2–1 | 1–1 | 0–4 | 1–0 | 1–2 | 1–1 |
| Leicester City          | 0–2 | 0–0 | 2–1 | 1–1 | 2–2 | 0–3 | 2–1 | 1–2 | 1–0 | —   | 1–0 | 0–1 | 4–2 | 4–0 | 3–0 | 4–1 | 2–3 | 4–2 | 2–2 | 1–0 |
| Liverpool               | 4–0 | 1–0 | 3–0 | 2–2 | 2–0 | 1–1 | 3–0 | 2–0 | 6–0 | 2–0 | —   | 2–2 | 4–0 | 3–1 | 3–1 | 4–0 | 1–1 | 2–0 | 1–0 | 3–1 |
| Manchester City         | 5–0 | 3–2 | 2–0 | 3–0 | 2–0 | 1–0 | 0–2 | 3–0 | 7–0 | 6–3 | 2–2 | —   | 4–1 | 5–0 | 5–0 | 0–0 | 2–3 | 5–1 | 2–1 | 1–0 |
| Manchester United       | 3–2 | 0–1 | 3–0 | 2–0 | 3–1 | 1–1 | 1–0 | 1–1 | 5–1 | 1–1 | 0–5 | 0–2 | —   | 4–1 | 3–2 | 1–1 | 3–2 | 0–0 | 1–0 | 0–1 |
| Newcastle United        | 2–0 | 1–0 | 3–3 | 2–1 | 1–0 | 0–3 | 1–0 | 3–1 | 1–1 | 2–1 | 0–1 | 0–4 | 1–1 | —   | 1–1 | 2–2 | 2–3 | 1–1 | 2–4 | 1–0 |
| Norwich City            | 0–5 | 0–2 | 1–3 | 0–0 | 2–0 | 1–3 | 1–1 | 2–1 | 1–2 | 1–2 | 0–3 | 0–4 | 0–1 | 0–3 | —   | 2–1 | 0–5 | 1–3 | 0–4 | 0–0 |
| Southampton             | 1–0 | 1–0 | 4–1 | 1–1 | 2–2 | 0–6 | 1–2 | 2–0 | 1–0 | 2–2 | 1–2 | 1–1 | 1–1 | 1–2 | 2–0 | —   | 1–1 | 1–2 | 0–0 | 0–1 |
| Tottenham Hotspur       | 3–0 | 2–1 | 2–0 | 0–1 | 1–0 | 0–3 | 3–0 | 5–0 | 2–1 | 3–1 | 2–2 | 1–0 | 0–3 | 5–1 | 3–0 | 2–3 | —   | 1–0 | 3–1 | 0–2 |
| Watford                 | 2–3 | 3–2 | 1–2 | 0–2 | 1–2 | 1–2 | 1–4 | 0–0 | 0–3 | 1–5 | 0–5 | 1–3 | 4–1 | 1–1 | 0–3 | 0–1 | 0–1 | —   | 1–4 | 0–2 |
| West Ham United         | 1–2 | 2–1 | 1–2 | 1–1 | 1–1 | 3–2 | 2–2 | 2–1 | 2–3 | 4–1 | 3–2 | 2–2 | 1–2 | 1–1 | 2–0 | 2–3 | 1–0 | 1–0 | —   | 1–0 |
| Wolverhampton Wanderers | 0–1 | 2–1 | 0–2 | 0–3 | 0–0 | 0–0 | 0–2 | 2–1 | 2–3 | 2–1 | 0–1 | 1–5 | 0–1 | 2–1 | 1–1 | 3–1 | 0–1 | 4–0 | 1–0 | —   |

## Thống kê mùa giải

### Các cầu thủ ghi bàn hàng đầu
| Hạng | Cầu thủ           | Câu lạc bộ        | Số bàn thắng |
| ---- | ----------------- | ----------------- | ------------ |
| 1    | Mohamed Salah     | Liverpool         | 23           |
| 1    | Son Heung-min     | Tottenham Hotspur | 23           |
| 3    | Cristiano Ronaldo | Manchester United | 18           |
| 4    | Harry Kane        | Tottenham Hotspur | 17           |
| 5    | Sadio Mané        | Liverpool         | 16           |
| 6    | Kevin De Bruyne   | Manchester City   | 15           |
| 6    | Diogo Jota        | Liverpool         | 15           |
| 6    | Jamie Vardy       | Leicester City    | 15           |
| 9    | Wilfried Zaha     | Crystal Palace    | 14           |
| 10   | Raheem Sterling   | Manchester City   | 13           |

#### Hat-trick

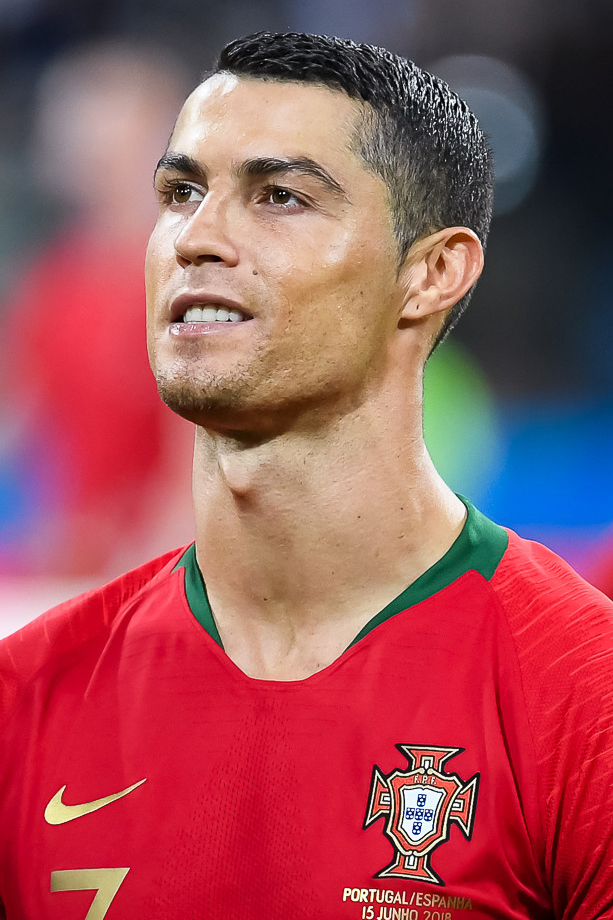
Cristiano Ronaldo lập 2 hat-trick ở mùa giải này, nhiều nhất đối với một cầu thủ.

| Cầu thủ           | Ghi bàn cho       | Đối đầu với             | Kết quả | Ngày                 |
| ----------------- | ----------------- | ----------------------- | ------- | -------------------- |
| Bruno Fernandes   | Manchester United | Leeds United            | 5–1 (N) | 14 tháng 8 năm 2021  |
| Roberto Firmino   | Liverpool         | Watford                 | 5–0 (K) | 16 tháng 10 năm 2021 |
| Mason Mount       | Chelsea           | Norwich City            | 7–0 (N) | 23 tháng 10 năm 2021 |
| Joshua King       | Watford           | Everton                 | 5–2 (K) | 23 tháng 10 năm 2021 |
| Mohamed Salah     | Liverpool         | Manchester United       | 5–0 (K) | 24 tháng 10 năm 2021 |
| Jack Harrison     | Leeds United      | West Ham United         | 3–2 (K) | 16 tháng 1 năm 2022  |
| Raheem Sterling   | Manchester City   | Norwich City            | 4–0 (K) | 12 tháng 2 năm 2022  |
| Ivan Toney        | Brentford         | Norwich City            | 3–1 (K) | 5 tháng 3 năm 2022   |
| Cristiano Ronaldo | Manchester United | Tottenham Hotspur       | 3–2 (N) | 12 tháng 3 năm 2022  |
| Son Heung-min     | Tottenham Hotspur | Aston Villa             | 4–0 (K) | 9 tháng 4 năm 2022   |
| Cristiano Ronaldo | Manchester United | Norwich City            | 3–2 (N) | 16 tháng 4 năm 2022  |
| Gabriel Jesus4    | Manchester City   | Watford                 | 5–1 (N) | 23 tháng 4 năm 2022  |
| Kevin De Bruyne4  | Manchester City   | Wolverhampton Wanderers | 5–1 (K) | 11 tháng 5 năm 2022  |

Ghi chú
4 Cầu thủ ghi 4 bàn
(N) – Đội nhà
(K) – Đội khách

### Kiến tạo hàng đầu

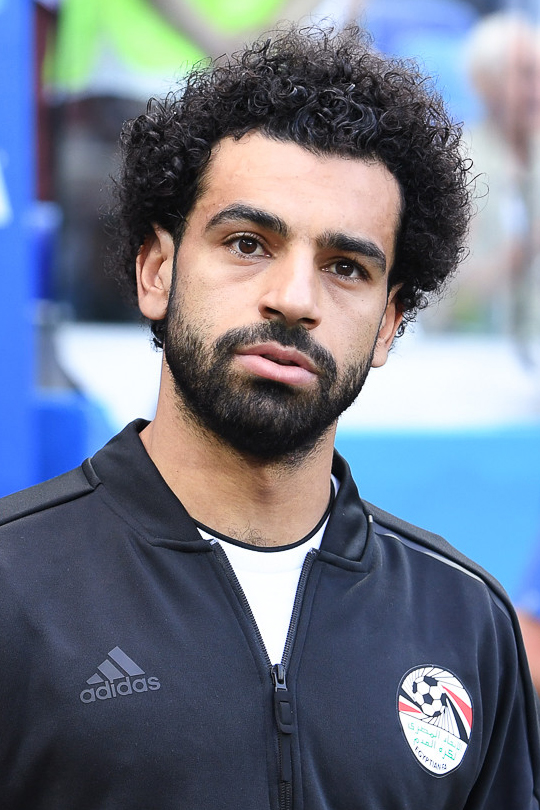
Mohamed Salah kiến tạo 13 lần trong mùa giải này, qua đó anh giành giải thưởng cầu thủ kiến tạo xuất sắc nhất mùa giải Premier League đầu tiên của mình.

| Hạng | Cầu thủ                | Câu lạc bộ        | Số pha kiến tạo |
| ---- | ---------------------- | ----------------- | --------------- |
| 1    | Mohamed Salah          | Liverpool         | 13              |
| 2    | Trent Alexander-Arnold | Liverpool         | 12              |
| 3    | Harvey Barnes          | Leicester City    | 10              |
| 3    | Jarrod Bowen           | West Ham United   | 10              |
| 3    | Mason Mount            | Chelsea           | 10              |
| 3    | Andrew Robertson       | Liverpool         | 10              |
| 7    | Reece James            | Chelsea           | 9               |
| 7    | Harry Kane             | Tottenham Hotspur | 9               |
| 7    | Paul Pogba             | Manchester United | 9               |
| 10   | Michail Antonio        | West Ham United   | 8               |
| 10   | Kevin De Bruyne        | Manchester City   | 8               |
| 10   | Gabriel Jesus          | Manchester City   | 8               |
| 10   | Dejan Kulusevski       | Tottenham Hotspur | 8               |
| 10   | James Maddison         | Leicester City    | 8               |

### Số trận giữ sạch lưới
| Hạng | Cầu thủ           | Câu lạc bộ              | Số trận giữ sạch lưới |
| ---- | ----------------- | ----------------------- | --------------------- |
| 1    | Alisson           | Liverpool               | 20                    |
| 1    | Ederson           | Manchester City         | 20                    |
| 3    | Hugo Lloris       | Tottenham Hotspur       | 16                    |
| 4    | Édouard Mendy     | Chelsea                 | 14                    |
| 5    | Aaron Ramsdale    | Arsenal                 | 12                    |
| 6    | Vicente Guaita    | Crystal Palace          | 11                    |
| 6    | Emiliano Martínez | Aston Villa             | 11                    |
| 6    | José Sá           | Wolverhampton Wanderers | 11                    |
| 6    | Robert Sánchez    | Brighton & Hove Albion  | 11                    |
| 10   | Nick Pope         | Burnley                 | 9                     |

### Kỷ luật

#### Cầu thủ
- Nhận nhiều thẻ vàng nhất: 11[110]
  -  Junior Firpo (Leeds United)
  -  Tyrone Mings (Aston Villa)
  -  James Tarkowski (Burnley)

- Nhận nhiều thẻ đỏ nhất: 2[111]
  -  Raúl Jiménez (Wolverhampton Wanderers)
  -  Ezri Konsa (Aston Villa)

#### Câu lạc bộ
- Nhận nhiều thẻ vàng nhất: 101[112]
  - Leeds United

- Nhận nhiều thẻ đỏ nhất: 6[113]
  - Everton

## Giải thưởng

### Giải thưởng hàng tháng
| Tháng    | Huấn luyện viên xuất sắc nhất tháng | Huấn luyện viên xuất sắc nhất tháng | Cầu thủ xuất sắc nhất tháng | Cầu thủ xuất sắc nhất tháng | Bàn thắng đẹp nhất tháng | Bàn thắng đẹp nhất tháng | Tham khảo               |
| Tháng    | Huấn luyện viên                     | Câu lạc bộ                          | Cầu thủ                     | Câu lạc bộ                  | Cầu thủ                  | Câu lạc bộ               | Tham khảo               |
| -------- | ----------------------------------- | ----------------------------------- | --------------------------- | --------------------------- | ------------------------ | ------------------------ | ----------------------- |
| Tháng 8  | Nuno Espírito Santo                 | Tottenham Hotspur                   | Michail Antonio             | West Ham United             | Danny Ings               | Aston Villa              | [ 114 ] [ 115 ] [ 116 ] |
| Tháng 9  | Mikel Arteta                        | Arsenal                             | Cristiano Ronaldo           | Manchester United           | Andros Townsend          | Everton                  | [ 117 ] [ 118 ] [ 119 ] |
| Tháng 10 | Thomas Tuchel                       | Chelsea                             | Mohamed Salah               | Liverpool                   | Mohamed Salah            | Liverpool                | [ 120 ] [ 121 ] [ 122 ] |
| Tháng 11 | Pep Guardiola                       | Manchester City                     | Trent Alexander-Arnold      | Liverpool                   | Rodri                    | Manchester City          | [ 123 ] [ 124 ] [ 125 ] |
| Tháng 12 | Pep Guardiola                       | Manchester City                     | Raheem Sterling             | Manchester City             | Alexandre Lacazette      | Arsenal                  | [ 126 ] [ 127 ] [ 128 ] |
| Tháng 1  | Bruno Lage                          | Wolverhampton Wanderers             | David de Gea                | Manchester United           | Mateo Kovačić            | Chelsea                  | [ 129 ] [ 130 ] [ 131 ] |
| Tháng 2  | Eddie Howe                          | Newcastle United                    | Joël Matip                  | Liverpool                   | Wilfried Zaha            | Crystal Palace           | [ 132 ] [ 133 ] [ 134 ] |
| Tháng 3  | Mikel Arteta                        | Arsenal                             | Harry Kane                  | Tottenham Hotspur           | Cristiano Ronaldo        | Manchester United        | [ 135 ] [ 136 ] [ 137 ] |
| Tháng 4  | Mike Jackson                        | Burnley                             | Cristiano Ronaldo           | Manchester United           | Miguel Almirón           | Newcastle United         | [ 138 ] [ 139 ] [ 140 ] |

### Giải thưởng năm
| Giải                                                  | Người thắng giải | Câu lạc bộ      |
| ----------------------------------------------------- | ---------------- | --------------- |
| Huấn luyện viên Ngoại hạng Anh xuất sắc nhất mùa giải | Jürgen Klopp     | Liverpool       |
| Cầu thủ Ngoại hạng Anh xuất sắc nhất mùa giải         | Kevin De Bruyne  | Manchester City |
| Cầu thủ trẻ Ngoại hạng Anh xuất sắc nhất mùa giải     | Phil Foden       | Manchester City |
| Bàn thắng của năm giải Ngoại hạng Anh                 | Mohamed Salah    | Liverpool       |
| Pha cứu thua của năm giải Ngoại hạng Anh              | Jordan Pickford  | Everton         |
| Cầu thủ xuất sắc nhất năm của PFA                     | Mohamed Salah    | Liverpool       |
| Cầu thủ trẻ xuất sắc nhất năm của PFA                 | Phil Foden       | Manchester City |
| Cầu thủ xuất sắc nhất năm của FWA                     | Mohamed Salah    | Liverpool       |
| Giải thưởng do fan bình chọn của PFA                  | Mohamed Salah    | Liverpool       |

| Đội hình của năm PFA | Đội hình của năm PFA               | Đội hình của năm PFA               | Đội hình của năm PFA               | Đội hình của năm PFA              | Đội hình của năm PFA                  | Đội hình của năm PFA                  | Đội hình của năm PFA                  | Đội hình của năm PFA                  | Đội hình của năm PFA             | Đội hình của năm PFA             | Đội hình của năm PFA             | Đội hình của năm PFA             |
| -------------------- | ---------------------------------- | ---------------------------------- | ---------------------------------- | --------------------------------- | ------------------------------------- | ------------------------------------- | ------------------------------------- | ------------------------------------- | -------------------------------- | -------------------------------- | -------------------------------- | -------------------------------- |
| Thủ môn              | Alisson (Liverpool)                | Alisson (Liverpool)                | Alisson (Liverpool)                | Alisson (Liverpool)               | Alisson (Liverpool)                   | Alisson (Liverpool)                   | Alisson (Liverpool)                   | Alisson (Liverpool)                   | Alisson (Liverpool)              | Alisson (Liverpool)              | Alisson (Liverpool)              | Alisson (Liverpool)              |
| Hậu vệ               | Trent Alexander-Arnold (Liverpool) | Trent Alexander-Arnold (Liverpool) | Trent Alexander-Arnold (Liverpool) | Virgil van Dijk (Liverpool)       | Virgil van Dijk (Liverpool)           | Virgil van Dijk (Liverpool)           | Antonio Rüdiger (Chelsea)             | Antonio Rüdiger (Chelsea)             | Antonio Rüdiger (Chelsea)        | João Cancelo (Manchester City)   | João Cancelo (Manchester City)   | João Cancelo (Manchester City)   |
| Tiền vệ              | Kevin De Bruyne (Manchester City)  | Kevin De Bruyne (Manchester City)  | Kevin De Bruyne (Manchester City)  | Kevin De Bruyne (Manchester City) | Thiago (Liverpool)                    | Thiago (Liverpool)                    | Thiago (Liverpool)                    | Thiago (Liverpool)                    | Bernardo Silva (Manchester City) | Bernardo Silva (Manchester City) | Bernardo Silva (Manchester City) | Bernardo Silva (Manchester City) |
| Tiền đạo             | Mohamed Salah (Liverpool)          | Mohamed Salah (Liverpool)          | Mohamed Salah (Liverpool)          | Mohamed Salah (Liverpool)         | Cristiano Ronaldo (Manchester United) | Cristiano Ronaldo (Manchester United) | Cristiano Ronaldo (Manchester United) | Cristiano Ronaldo (Manchester United) | Sadio Mané (Liverpool)           | Sadio Mané (Liverpool)           | Sadio Mané (Liverpool)           | Sadio Mané (Liverpool)           |
|                      |                                    |                                    |                                    |                                   |                                       |                                       |                                       |                                       |                                  |                                  |                                  |                                  |